# Kirby : Les souris attaquent
Kirby : Les souris attaquent (星のカービィ 参上! ドロッチェ団, Hoshi no Kābī Sanjō! Doroche-dan), est un jeu vidéo de plates-formes développé par Flagship et Natsume, édité par Nintendo sur Nintendo DS. Il est sorti en 2006 au Japon et aux États-Unis, puis en 2007 en Europe, en Australie et en Corée du Sud. Il s'agit du deuxième jeu de la série Kirby à sortir sur cette console.

## Synopsis
Kirby est sur le point de déguster une part de gâteau aux fraises lorsqu'une armée de souris, les Squeaks, s'en empare. Ignorant l'identité des véritables coupables, le héros accuse le Roi Dadidou et part l'affronter pour récupérer sa sucrerie. Après l'avoir battu, il découvre les véritables coupables et Dadidou l'envoie à leurs trousses.

## Système de jeu
Kirby : Les souris attaquent est un jeu de plates-formes à défilement horizontal. Le joueur contrôle le personnage principal de la série, Kirby, à travers une variété de niveaux peuplé d'ennemis (le jeu en comporte 25 différents). Les niveaux sont rassemblés dans des mondes, chacun se concluant par un ou plusieurs boss.
Chaque niveau comporte un à trois coffres. Les Squeaks cherchent régulièrement à s'en emparer. S'ils y parviennent, le joueur doit les battre pour récupérer les coffres, qui contiennent des bonus (notamment des images, nouveaux coloris pour Kirby et extraits de la bande originale du jeu).
Kirby peut courir et se gonfler d'air pour voler. Il peut aspirer des objets et les projeter ou en stocker jusqu'à cinq dans son ventre. En aspirant certains ennemis, il peut s'approprier leurs pouvoirs et ainsi gagner différentes capacités offensives ou défensives, déclenchées par des combinaisons de boutons déterminées. Grâce à l'écran tactile, où est illustré le contenu de l'estomac de Kirby, le joueur peut fusionner et utiliser les objets qui s'y trouvent.